# Концерт (Вермеер)
«Концерт» — картина нидерландского живописца Яна Вермеера, созданная между 1663—1666 годами. В 1990 году картина была украдена из бостонского Музея Изабеллы Стюарт Гарднер и до сих пор её местонахождение не известно. Картина считается самой дорогой из украденных и пропавших картин, её стоимость примерно оценивается в 200 миллионов долларов.

## Описание
На картине изображены трое музыкантов: девушка играет на клавесине, мужчина играет на лютне и ещё одна девушка поёт. Клавесин украшен росписью с видом Аркадии. На полу лежит ещё один музыкальный инструмент — виола да гамба.
На стене комнаты, где находятся музыканты, висят две картины — «Сводница» Дирка ван Бабюрена (также она появляется на картине «Дама, сидящая за вирджиналем») и пасторальный пейзаж. Возможно, картины могут раскрыть глубже отношения между героями картины, те поглощены своей музыкой, поэтому их историю за них рассказывают окружающие детали. В живописи Вермеера музыкальная тематика часто перекликается с темой влюблённости и соблазна (как, например, на картине «Прерванный урок музыки»).

## Провенанс
Картина была продана в 1696 году, после чего о ней не было ничего известно до 1780 года. В 1892 году на аукционе в Париже её за 5 тысяч долларов купила Изабелла Стюарт Гарднер, c 1903 года произведение было выставлено в основанном ею музее. 18 марта 1990 года несколько воров, переодетых в полицейскую форму, выкрали из музея 13 работ, среди которых был «Концерт», поиски картины ничего не дали и сейчас о её местонахождении ничего не известно.